# Kerkhof van Annappes
Het Kerkhof van Annappes is een gemeentelijke begraafplaats in het Franse dorp Annappes, tegenwoordig een deel van de gemeente Villeneuve-d'Ascq in het Noorderdepartement. De begraafplaats ligt aan de Rue Jean-Baptiste de la Salle, net ten noorden van de Église Saint-Sébastien.

## Franse oorlogsgraven
Op het terrein van het oude kerkhof rond de kerk ligt een perk met 15 Franse oorlogsgraven van gesneuvelden uit de Eerste Wereldoorlog.

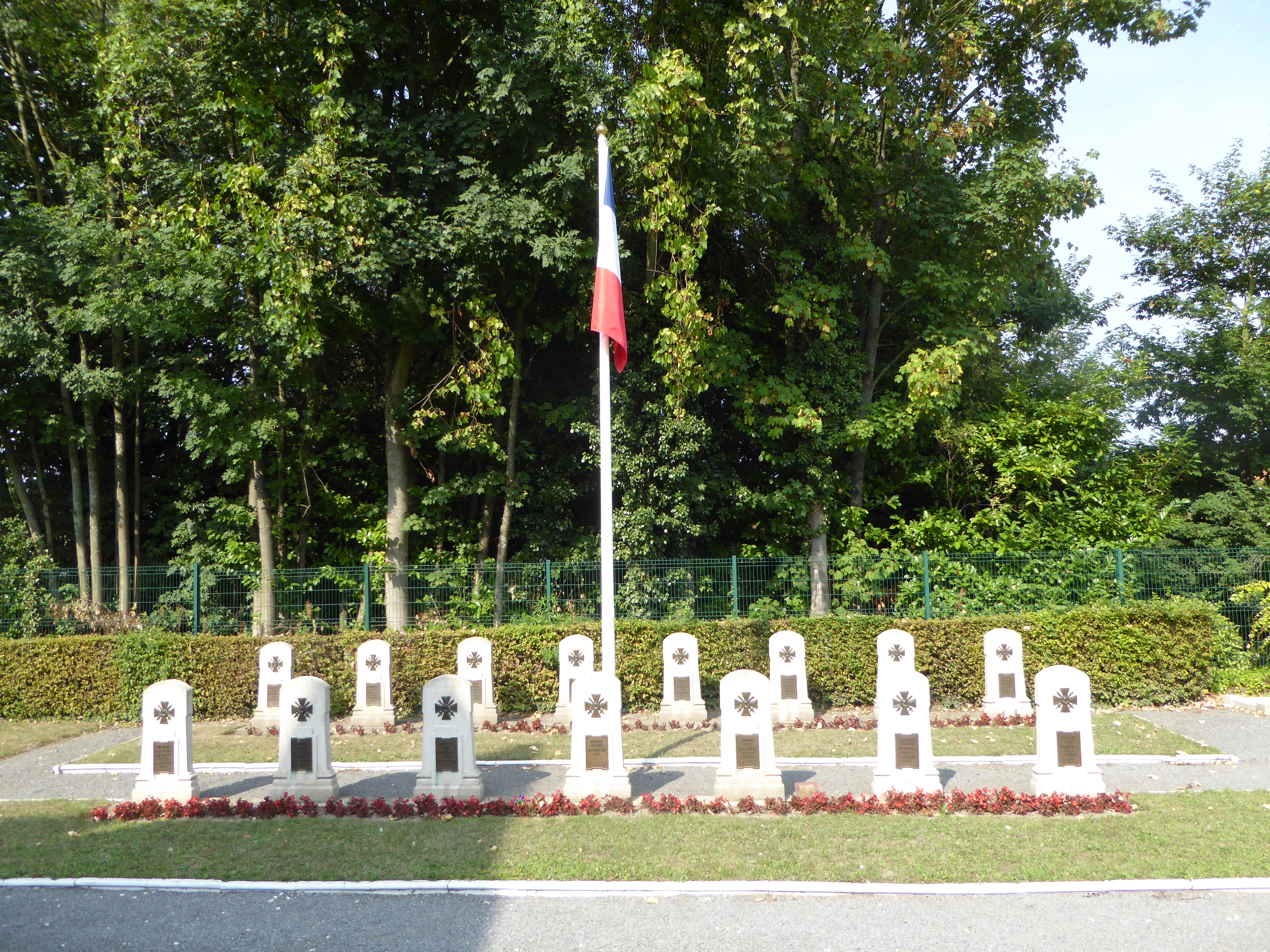
Perk met Franse gesneuvelden

## Britse oorlogsgraven
Op de begraafplaats bevinden zich ook enkele Britse oorlogsgraven. Het zijn drie geïdentificeerde graven, een uit de Eerste Wereldoorlog en twee uit de Tweede Wereldoorlog. 
Het graf uit de Eerste Wereldoorlog bevindt zich vlak bij het Frans militair perk op het oude kerkhofterrein en is van James Arthur Selby, soldaat bij de Sherwood Foresters (Notts and Derby Regiment).
Het perkje met twee graven uit de Tweede Wereldoorlog bevindt zich tussen de civiele graven op de nieuwe begraafplaats net ten noorden van het oude kerkhof. 
- De graven zijn van Bernard Francis Cody, sergeant bij de Royal Australian Air Force en van W. Smith soldaat bij de Royal Welsh Fusiliers.

In de CWGC-registers staat de begraafplaats geregistreerd onder Annappes Churchyard.